# عقاب سعفاء كبرى

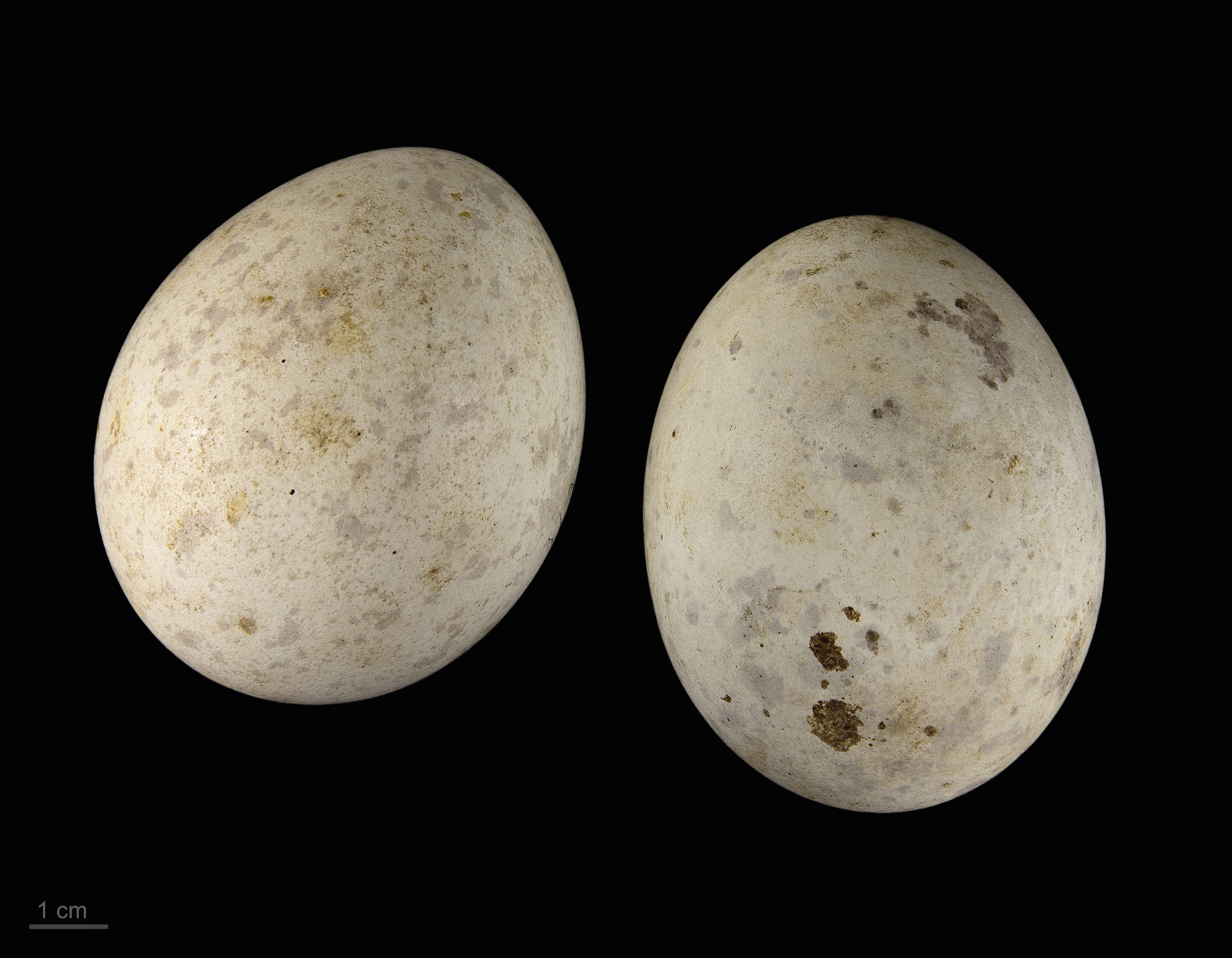
Clanga clanga

عقاب سعفاء كبرى يسمى أيضا عقاب أرقط كبير، عقاب أسفع كبير (الاسم العلمي: Aquila clanga) (بالإنجليزية: Greater Spotted Eagle)، كما يسمى أيضا ب عقاب أرقط كبير، عقاب أسفع كبير، هو عقاب كبير الحجم ينتمي إلى البازية (فصيلة: Accipitridae) .

## معرض صور

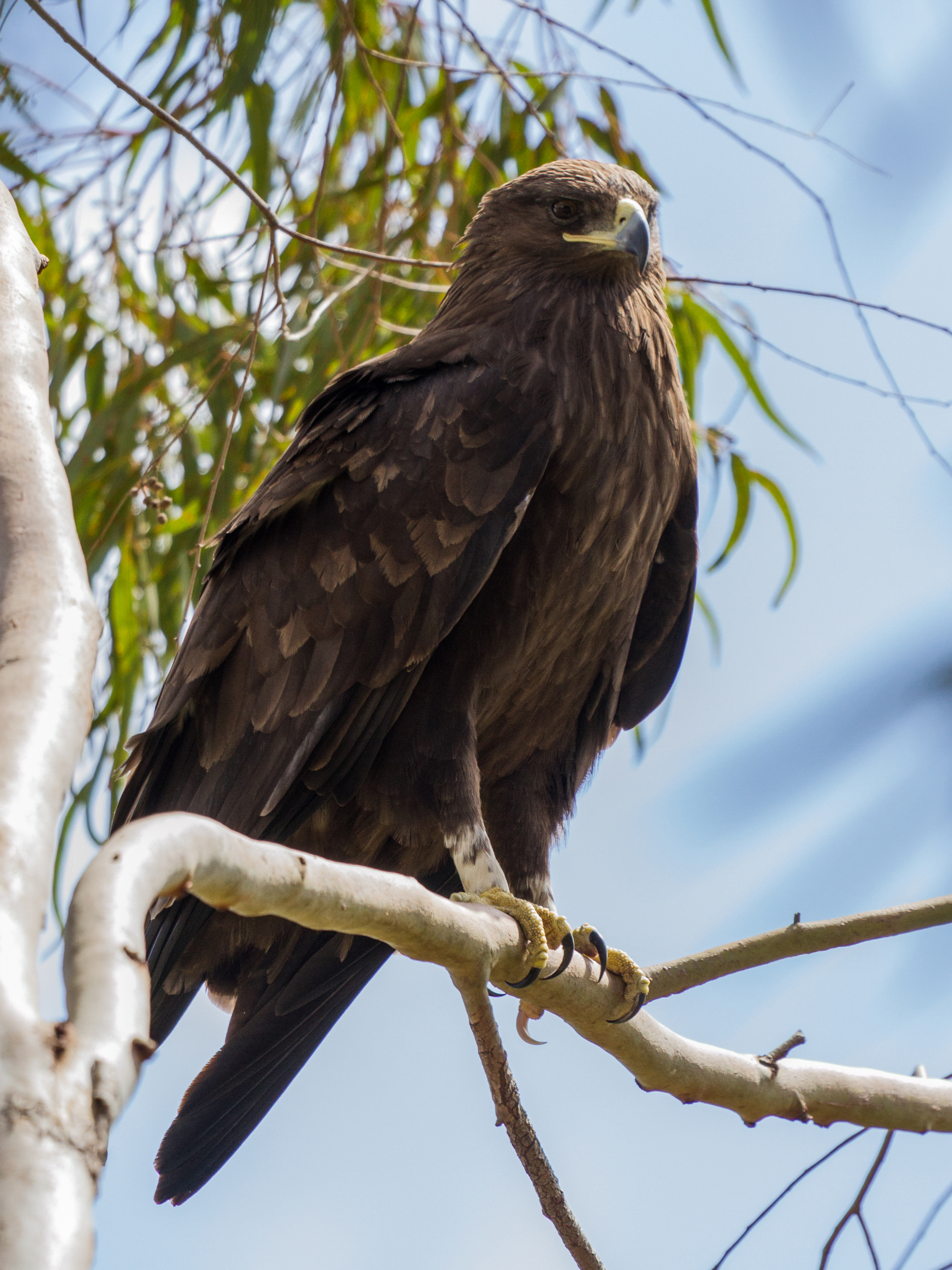
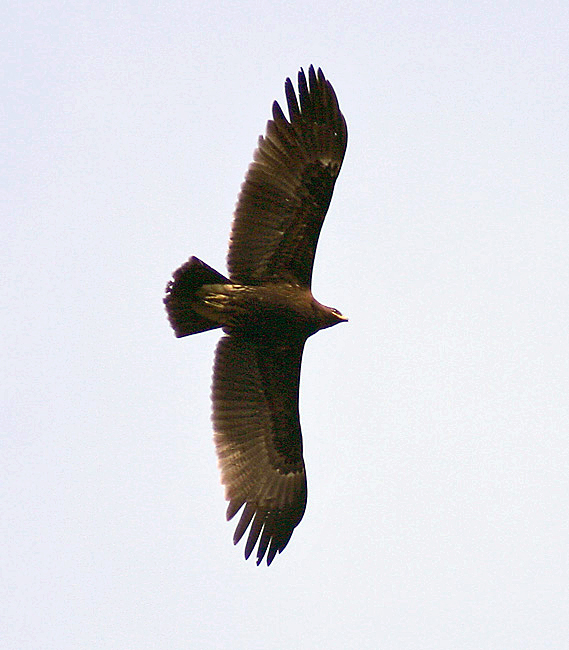
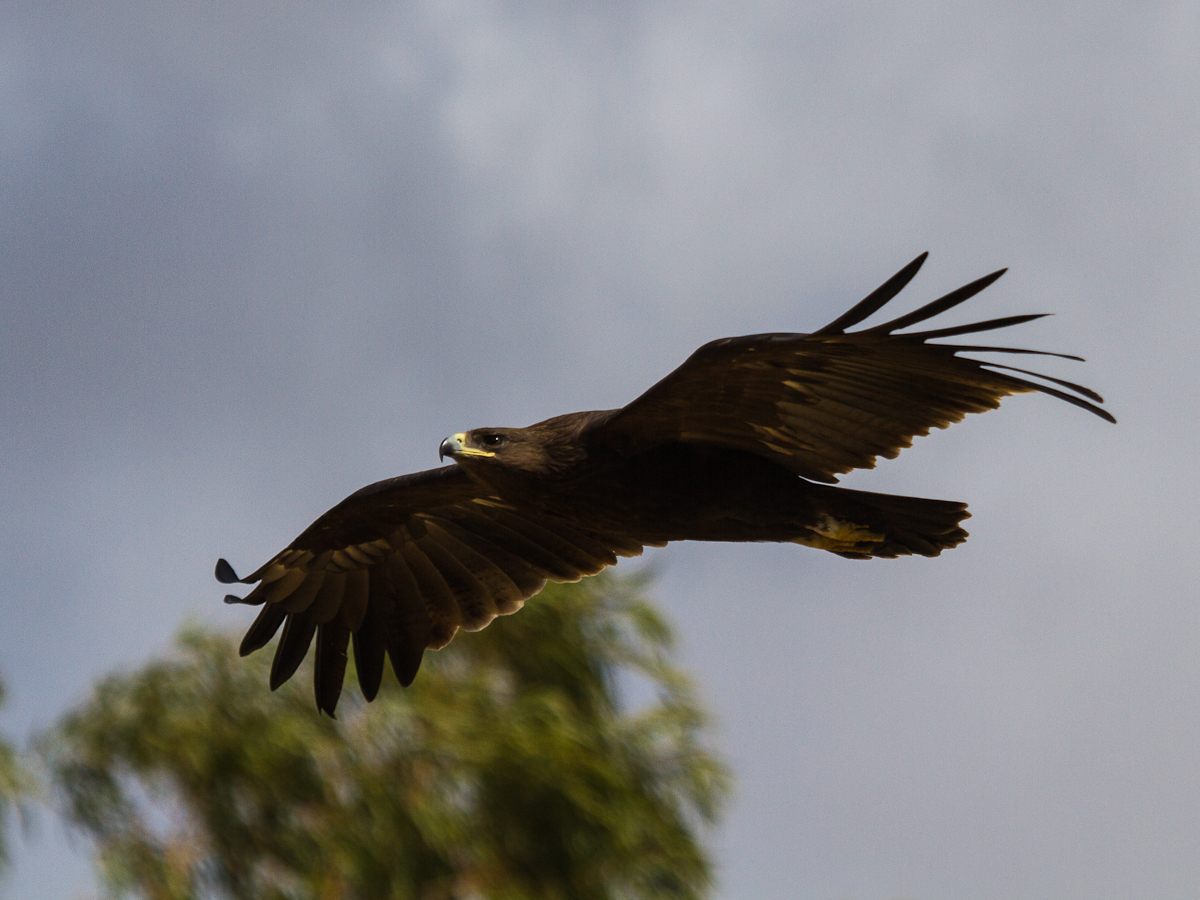
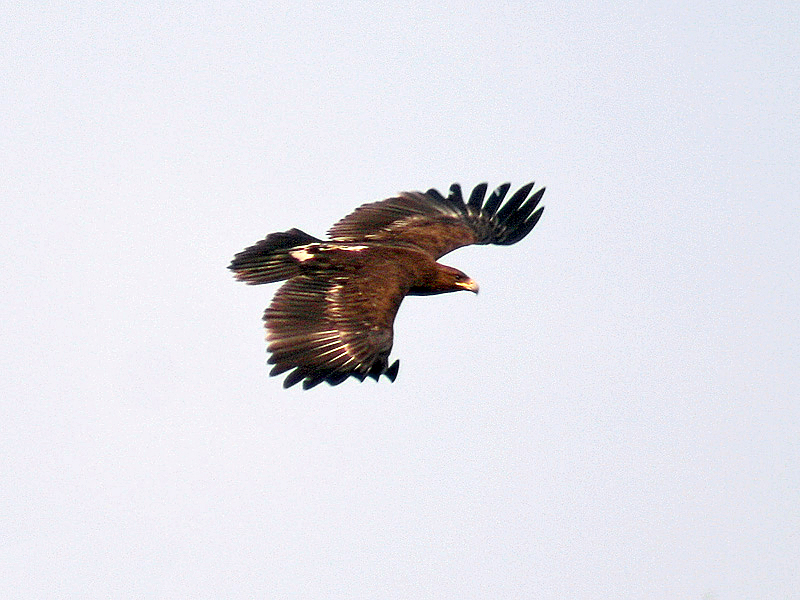